# اندی بل (بازیکن فوتبال، زاده ۱۹۸۴)
اندی بل (انگلیسی: Andy Bell؛ زادهٔ ۱۲ فوریهٔ ۱۹۸۴) بازیکن فوتبال اهل بریتانیا است.
از باشگاه‌هایی که در آن بازی کرده‌است می‌توان به باشگاه فوتبال رادکلیف بورو، باشگاه فوتبال یورک سیتی، باشگاه فوتبال دارون، باشگاه فوتبال بلکبرن روورز، باشگاه فوتبال فایلد، باشگاه فوتبال کندال تاون، باشگاه فوتبال نلسون، باشگاه فوتبال گایزلی، باشگاه فوتبال بامبر بریج، باشگاه فوتبال فلیتوود، و باشگاه فوتبال وایکام واندررز اشاره کرد.
وی همچنین در تیم ملی فوتبال England U16 بازی کرده‌است.